# Começa uma Vida
Começa uma Vida, livro da autoria de Irene Lisboa, foi publicado em forma completa pela primeira vez na edição da Seara Nova em 1940 sob o pseudónimo João Falco, acompanhado por ilustrações de Maria Keil.
É um livro do cunho autobiográfico que reconstrói os primeiros anos da vida da autora, desde nascimento até por volta dos 7 anos. Seguimos os seus primeiros passos na escola, conhecemos os seus professores, familiares ou as figuras dominantes dessa época, que marcaram de algum modo a sua vida.
A obra tem um profundo eco intimista e através de uma história pessoal, mostra um exemplo de uma realidade portuguesa do começo do século XX, caracterizada pela decadência dos terratenentes e da burguesia hipócrita promovida pelo dinheiro a custo dos mais fracos.
Voltou a ser editado em 1993 pela Editorial Presença com prefácio de Paula Morão. 